# Lani Maestro
Pour les articles homonymes, voir Maestro (homonymie).
Lani Maestro, née en 1957 à Manille (Philippines), est une artiste canadienne d'origine philippine qui travaille l'installation, le son, la vidéo, les livres et l'écriture.
Elle partage son temps entre la France et le Canada. 

## Biographie
De 1990 à 1994, Maestro a été cofondatrice / co-éditrice et conceptrice de HARBOUR Magazine of Art and Everyday Life, une revue d'œuvres d'art et d'écrits d'artistes, d'écrivains et de théoriciens basés à Montréal.

## Petite enfance et éducation
Maestro naît à Manille et étudie à l'Université des Philippines, où elle obtient un baccalauréat en beaux-arts. Elle poursuit une maîtrise en beaux-arts à l'Université NSCAD à Halifax. Elle enseigne les arts du studio au Nova Scotia College of Art and Design (maintenant connu sous le nom de NSCAD University). Université de Lethbridge. Pendant dix ans, elle enseigne dans le programme MFA de l'Université Concordia.

## Expositions
Lani Maestro participe à de nombreuses expositions internationales dont la Biennale canadienne d'art contemporain (1989), la Segunda et la Quinta Bienal dela Habana (deuxième et cinquième Biennales de La Havane) (1986, 1994), la cinquième Biennale d'Istanbul (1997), la 11e Biennale de Sydney (1998), la Triennale Asie-Pacifique d'art contemporain, Brisbane, Australie (1999) et la Biennale de Busan, Busan, Corée (2004).
En 1994, l'artiste présente à la Galerie Chambre Blanche à Québec une exposition intitulée « Lani Maestro : une blessure au poumon ». Maestro monte une installation intitulée "Paramita" dans l'exposition Ohrenlust au Centre d'Art Contemporain de Basse-Normandie en 1997. En 2006, l'artiste est présentée dans une exposition solo à la Dalhousie Art Gallery, organisée par Susan Gibson Garvey.
En 2017, Lani Maestro représente les Philippines à la 57e Biennale de Venise avec l'artiste Manuel Ocampo. Cette exposition a été organisée par Joselina Cruz et s'est tenue du 13 mai au 26 novembre 2017,,.
Maestro est présente à la Biennale de Singapour en 2019.

## Prix
Parmi ses nombreux prix, elle a reçu le prix Hnatyshyn pour la réalisation exceptionnelle d'un artiste canadien des arts visuels en 2012,.
En 2018, elle a reçu un doctorat honorifique Honoris Causa de l'Université NSCAD au Canada.

## Publications
- Cradle: Lani Maestro by Carolyn Forchê (1996)  (ISBN 9781883967055)[13]
- Lani Maestro: Chambres de quiétude/ Quiet Rooms (2001), Galerie de l'UQAM[14]  (ISBN 2-920325-07-8)
- Je suis toi (2006) Wharf, Centre d'art contemporain de Basse-Normandie  (ISBN 978-2-909127-40-8)
- Lani Maestro: Sing Mother (twilight eats you) (2007) Dalhousie Art Gallery  (ISBN 978-0-7703-2749-1)[15]
- "Lani Maestro"/Her Rain (2011) Centre A - Vancouver International Centre for Contemporary Asian Art/ Plug In Institute of Contemporary Art (Winnipeg).  (ISBN 9780981010090)[16]
- Paramita (2001) Centre d'Art Contemporain de Basse-Normandie (Hérouville St-Clair, France)  (ISBN 9782909127293)[16]